# 红果薄柱草
红果薄柱草（学名：Nertera granadense），也称紅果深柱夢草，为茜草科薄柱草属下的一个种。产台湾中部和南部。生于中海拔地区。分布于菲律宾、澳大利亚、新西兰。未见标本，仅据记载。

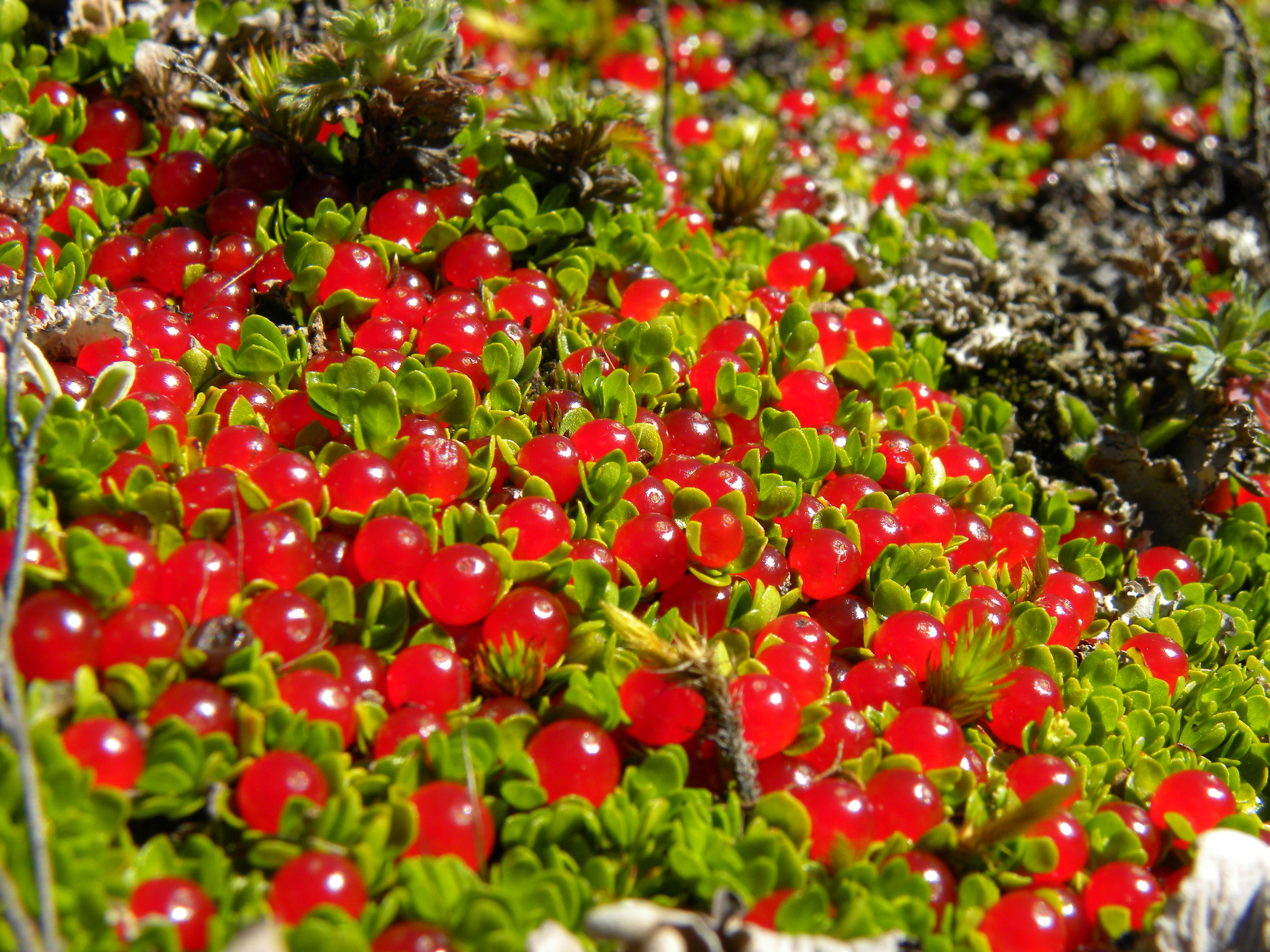
结果的红果薄柱草，摄于哥斯达黎加的穆埃尔特山